# Consejo Supremo de Kirguistán
El Consejo Supremo (en kirguís: Joghorku Kenesh) es el órgano unicameral que ostenta el poder legislativo de la República Kirguisa.

## Sistema electoral
El Consejo Supremo está formado por 90 escaños ocupados durante cinco años por un sistema de votación paralelo. De este total, 36 escaños se ocupan por escrutinio mayoritario uninominal, en ese mismo número de distritos electorales. Los votantes votan por el candidato de su circunscripción y el candidato que obtiene la mayoría es declara electo.
Los 54 escaños restantes se llenan representación proporcional con listas de partidos y un umbral electoral del 5% en un solo distrito nacional que abarca todo el país, más un umbral del 0,5% en cada una de las siete provincias del país, así como en las dos ciudades de estatus especial del país, Biskek y Osh. Los votantes tienen la oportunidad de hacer un voto preferencial por un candidato de su elección en su lista con el fin de aumentar su lugar en ella. Después de contar los votos, los escaños se distribuyen entre todos los partidos que han cruzado el umbral electoral, pero con un límite máximo por partido fijado en la mitad de los escaños a cubrir por representación proporcional, es decir, 27 escaños. Una cuota del 30% de los escaños se asigna en primer lugar a las mujeres, seguida del 70% restante a los hombres. En ambos casos, los escaños se asignan en orden descendente de los votos preferenciales obtenidos por los candidatos en su nombre. La distribución de escaños por representación proporcional no se hace de tal manera que compense la discrepancia entre las cuotas de los votos de los votantes y las de los escaños obtenidos por la otra mitad, sino que simplemente se suma a ella, dando a la elección una fuerte tendencia mayoritaria.
Las listas de electores para la representación proporcional tienen más votantes registrados que los votantes por mayoría debido a la inclusión de votantes de la diáspora.

### Sistema electoral anterior
El Consejo Supremo estaba compuesto por 120 escaños completamente ocupados por representación proporcional de múltiples miembros en una sola circunscripción nacional. La votación se realizaba a través de listas cerradas, con un umbral electoral de 7% de votos emitidos a nivel nacional. El sistema electoral ya tenía la particularidad de limitar a 65 escaños el total que puede obtener un partido, independientemente de sus resultados en términos de votos. Cada lista tenía que presentar al menos 30% de solicitantes de ambos sexos, 15% menores de 35 años, 15% de solicitantes de minorías étnicas y al menos dos personas con discapacidad
Una reforma a la ley electoral a finales de 2020, tras el referéndum constitucional de abril, resultó en una reducción de 120 a 90 diputados, y la adopción del sistema electoral paralelo, con un umbral electoral nacional de 3% y un umbral por provincia de 0,7%. El 26 de abril de 2021 sin embargo, la ley electoral se enmienda nuevamente para dar como resultado los umbrales finalmente utilizados, con un aumento del umbral nacional a 5% y reducción del umbral por provincia a 0,5%.